# Villa Lou Pérou
Die Villa Lou Pérou in Saint-Tropez in Südfrankreich ist ein von der irischen Innenarchitektin und Designerin Eileen Gray in den Jahren 1954–1958 umgebautes und gestaltetes Landhaus.

## Geschichte
Lou Pérou (Provenzalisch für „[der] Peru“) nannte die Architektin Eileen Gray ihr drittes Haus, das sie bereits 1939 erwarb, aber erst in den Jahren 1954–1958 umbaute. Nach dem Verkauf ihres 1932–1934 erbauten Hauses Tempe a Pailla im Jahre 1954 begann sie mit wenig Baukapital das verlassene Bauernhaus in den Weinbergen unterhalb der Kapelle Chapelle Sainte-Anne in einem südlichen Weiler von Saint-Tropez instand zu setzen und umzubauen.

## Aufteilung
Als Erstes unterteilte Gray den Innenraum des bestehenden rechteckigen Bauernhauses, um für ihre Haushälterin Louise Dany ein separates Zimmer zu schaffen. Das bestehende Satteldach mit einer Dachdeckung aus Klosterziegeln wurde von ihr erneuert und entgegen der in Südfrankreich üblichen Bauweise erhält das Dach Regenrinnen. Im Jahre 1958 ergänzte sie im rechten Winkel zum bestehenden Hauskörper einen eingeschossigen Anbau mit Flachdach in den sie die Küche, das Bad und ein Schlafzimmer anordnete. Eine Wendeltreppe erschließt die betonierte Flachdecke des Anbaues als Aussichts- und Sonnenterrasse. Mit dem „Winkelhaus“ orientiert sie die Wohnräume nach Süden und Westen zur Aussichtseite hin und schafft damit zugleich eine geschützte Terrassenfläche. Dem Anbau wurde ein überdachter Freisitz angefügt.

## Raumausstattung
Vor den großflächigen Fensterflächen des Wohnraumes und der Schlafräume sind Schiebeläden aus Stahlprofilen mit flächig angeordneten Lamellenbrettern eingebaut. Die Wände des Alt- und Anbaues sind innen und außen geputzt und mit weißer Kalkfarbe gestrichen. Der südwestliche haushohe Stützpfeiler des Anbaues aus gemörtelten Natursteinen, baugleich zu den Gartenmauern, steht im Kontrast zu den weißen Wandflächen. Im Gegensatz zu den Raumausstattungen ihrer früheren Häuser, insbesondere zu E.1027, sind die Innenräume mit ihren bereits bekannten Möbelexponaten und mit vor Ort gekauften Möbeln ausgestattet.

## Außenanlage und Garten
Vor dem Hauszugang blieb der flache Teil des Weinberges erhalten. Im Süden wurde eine halbkreisförmige Gartenmauer aus Naturstein, um das abfallende Terrain auf die Höhe des Fußbodenniveaus des Hauses aufzufüllen, errichtet. Die Garage wurde vom verbliebenen tiefer liegenden Grundstücksniveau angefahren, so dass diese vor den Blicken vom Haus und Garten verborgen ist. Das begrünte Flachdach der Garage befindet sich auf dem Niveau der höher liegende Gartenfläche und dient zugleich als Sitzplatz.

## Intention
Die Villa unterscheidet sich gegenüber den früheren von Gray geplanten Häusern E.1027, ihrem bekanntesten Werk, in Roquebrune-Cap-Martin (erbaut 1926–1929) das sie gemeinsam mit dem rumänischen Architekten Jean Badovici plante, und „Tempe a Pailla“ in Castellar (erbaut 1932–1934) – durch die Einfachheit der Konzeption der Baukörper, des Innenraumes, der Terrassen und des Gartens. Während die zusammen mit Jean Badovici am Mittelmeer gelegene avantgardistische Villa E.1027 noch deutlich auf Le Corbusiers „fünf Punkte für eine neue Architektur: Pilotis, Dachgärten, Fensterbänder und eine freie Grundriss- und Fassadengestaltung“ bezieht, hat Eileen Gray ihre nachfolgenden Villen weniger puristisch und stärker an den persönlichen Bedürfnissen der Bewohner ausgerichtet. Ihre Ziele „Ein unter sozialen Gesichtspunkten verstandenes Haus: Minimum an Raum, Maximum an Komfort“ wird von ihr im Haus bei Saint-Tropez, das sie als 76-Jährige begann umzubauen, praktiziert. Die Grundrissdisposition unterscheidet sich vom offenen Grundriss Le Corbusiers durch die Trennung der privaten Räume von öffentlichen Bereichen und den Wirtschaftsräumen.